# Marc Colombo
Marc Edward Colombo (Bridgewater, 8 ottobre 1978) è un ex giocatore di football americano statunitense che ha militato nel ruolo di offensive tackle nella National Football League (NFL).

## Carriera

### Chicago Bears
All'università Colombo giocò a football al Boston College. Fu scelto nel corso del primo giro (29º assoluto) del Draft NFL 2002 dai Chicago Bears. Con essi trascorse tre stagioni segnate dagli infortuni prima di venire svincolato il 13 settembre 2005.

### Dallas Cowboys
Il 1 novembre 2005 Colombo firmò con i Dallas Cowboys. Fu inattivo nelle prime tre gare della squadra dopo di che giocò negli special team nelle quattro gare successive.
Nel 2006 fu nominato tackle destro titolare dopo il training camp e disputò ogni gara come partente in una delle migliori stagioni dell'attacco della storia della franchigia, che si piazzò quarto nella lega per punti segnati.
Il 9 marzo 2007 Colombo firmò un nuovo contratto biennale da 7 milioni di dollari. In quella stagione fu sempre titolare per il secondo anno consecutivo contribuendo a pareggiare il record di franchigia di 13 vittorie e a vincere il titolo di division per la prima volta dal 1998.
Il 25 dicembre 2008 Colombo firmò un nuovo contratto fino al 2012 del valore di 22 milioni di dollari. Il 15 novembre 2009, in una gara contro i Green Bay Packers si ruppe il perone della gamba sinistra. Fece ritorno in campo nella gara di playoff del 3 gennaio 2010 contro i Philadelphia Eagles che i Cowboys vinsero per 34–14.
Il 28 luglio 2011, dopo cinque stagioni a Dallas, Colombo fu svincolato in una mossa per tentare di ringiovanire la linea offensiva.

### Miami Dolphins
Il 31 luglio 2011 Colombo firmò come free agent con i Miami Dolphins, dove ritrovò l'ex allenatore dei Cowboys Bill Parcells, divenuto vice presidente esecutivo. Divenne il tackle destro titolare dopo che Vernon Carey fu spostato nel ruolo di guardia destra. A fine stagione non gli fu rinnovato il contratto.